# Nathalie Amiel
Pour les articles homonymes, voir Amiel.

a Compétitions nationales et continentales officielles uniquement.

b Matchs officiels uniquement.
Dernière mise à jour le 26 décembre 2016.
Nathalie Amiel, née le 4 novembre 1970 à Béziers, est une joueuse internationale française et entraîneuse de rugby à XV (de 1,68 m pour 74 kg).

## Biographie
Elle commence par pratiquer le basket-ball et le judo avant de choisir finalement le rugby,. En 1982, alors qu'elle n'a que 12 ans, sa mère l'inscrit au Stade féminin narbonnais. En parallèle, elle intègre aussi l'école de rugby de son village, Capestang, où elle joue avec les garçons; c'était la première année que les filles y étaient autorisées. Elle joue le samedi avec les garçons de Capestang en Minimes, et le dimanche avec les filles de Narbonne en Seniors, chez lesquelles, à cause de son jeune âge, elle est surclassée pour pouvoir jouer avec elles. Repérée dans les sélections régionales "jeunes", elle est ensuite incorporée directement dans un stage de cadets masculins en Languedoc, par Olivier Saïsset.
Elle joue 10 saisons au Stade féminin narbonnais, avec qui elle gagne la Coupe de France en 1991. Elle part ensuite pour Toulouse et rejoint le Saint-Orens rugby féminin. Elle évolue également 10 ans sous les couleurs de Saint-Orens. Elle remporte un titre de Championne de France en 1993, et joue 3 autres finales du championnat (1994, 1997 et 2002). Et ce sera sous les couleurs de ce club qu'en 2002, à 32 ans, elle mettra un terme à ma carrière de joueuse.
En 1986, elle connaît sa première sélection avec l'équipe de France féminine de rugby à XV. Les dirigeants doivent alors établir une dérogation pour qu'elle puisse jouer malgré son jeune âge.
De 1986 à 2002, elle porte 56 fois le maillot de l'équipe de France, essentiellement au poste de 3e ligne aile. Elle participe à 3 Coupes du Monde : au Pays de Galles en 1991, en Écosse en 1994, et en Espagne en 2002. L'équipe de France termine 3e lors de ces 3 compétitions. Elle ne peut participer à la Coupe du monde 1998, car elle donnait naissance à son fils aîné, Quentin. Elle compte également 4 titres de Championnes d'Europe (1988, 1996, 1999 et 2000), et remporte un Grand Chelem pour son dernier Tournoi des 6 Nations, en 2002.
Elle passe alors ses brevets d'État, son BE1 en 2003 puis le BE2 en 2006, notamment en compagnie entre autres de Franck Azéma, Philippe Rougé-Thomas et Philippe Benetton, et elle entraîne les filles de Saint Orens de 2003 à 2006, où elle est secondée par Gilles Bras pour les avants, et par Gilles Bastouille pour les trois-quarts. Elle part ensuite entraîner l'équipe Seniors masculine de Quint-Fonsegrives, un club de Haute-Garonne qui évolue alors en séries, et avec qui elle reste jusqu'en 2012.
De 2006 à 2008, elle entraîne aussi l'équipe de France A au côté de Gérald Bastide. Puis de 2009 à 2014, elle entraîne l'équipe de France féminine en compagnie de Christian Galonnier. Durant cette période, l'équipe de France termine 4e de la Coupe du monde 2010 (en Angleterre), 3e de la Coupe du monde 2014 (à Paris), et réalise le Grand Chelem lors du Tournoi des Six Nations 2014.
En 2012, elle quitte Quint-Fonsegrives pour s'occuper de l'école de rugby de Capestang Puisserguier, et enseigne le sport à l'école primaire en tant qu'éducatrice sportive.
En 2014, elle est admise au Temple de la renommée World Rugby.

## Palmarès

### Joueuse
- Sélectionnée en équipe de France A de 1986 (à 15 ans et demi) à 2002
- Tournoi des VI Nations en 2002 (grand chelem)
- Championne d'Europe en 1988, 1996, 1999 et 2000
- Vice-championne d'Europe en 1995
- 3e de la Coupe du monde en 1991, 1994 et 2002
- Championne de France en 1993 avec Saint-Orens
- Coupe de France en 1991 avec le SFN XV Narbonnais
- Vice-championne de France en 1994, 1997 et 2002 avec Saint-Orens

### Entraîneur
- 4e de la Coupe du Monde féminine en 2010
- Montée en 2e série avec Quint-Fonsegrives (comité Midi-Pyrénées) après la saison 2008/2009
- Grand Chelem, Tournoi 6 Nations 2014
- 3e de la coupe du Monde féminine en 2014

| Année | Sélection | Tournoi     | Poste               | Classement IRB à la fin de l'année | Tournoi                  | Coupe du monde |
| ----- | --------- | ----------- | ------------------- | ---------------------------------- | ------------------------ | -------------- |
| 2009  | France    | Six Nations | Entraîneuse en chef | 5e                                 | 4e                       | -              |
| 2010  | France    | Six Nations | Entraîneuse en chef | 5e                                 | 2e                       | 4e             |
| 2011  | France    | Six Nations | Entraîneuse en chef | 3e                                 | 2e                       | -              |
| 2012  | France    | Six Nations | Entraîneuse en chef | 3e                                 | 2e                       | -              |
| 2013  | France    | Six Nations | Entraîneuse en chef | 5e                                 | 2e                       | -              |
| 2014  | France    | Six Nations | Entraîneuse en chef | 4e                                 | Vainqueur (Grand Chelem) | 3e             |

## Distinction
- Chevalier de l'ordre national du Mérite (décret du 14 novembre 2008)[5]